# 斯特龙科内
斯特龙科内（義大利語：Stroncone），是意大利特尔尼省的一个市镇。总面积71.38平方公里，人口4942人，人口密度69.2人/平方公里（2009年）。ISTAT代码为055031。

## 友好城市
- 法國 莱维拉日沃韦安